# Trauerspruch
Als Trauerspruch bezeichnet man einen Sinnspruch in einer Todesanzeige oder in einem Kondolenzschreiben. Trauersprüche kehren auch auf Grabsteinen wieder. Anders als ein Epigramm kann sich der Trauerspruch auf den Verstorbenen, die Angehörigen oder allgemein auf das menschliche Todesschicksal beziehen. Trauersprüche gehören als Spruchweisheiten der Alltagskultur und der volkstümlichen Überlieferung an. Sie sind wie Sprichwörter weit verbreitet und werden häufig aus anderen Todesanzeigen übernommen, seltener aus Spruchsammlungen.

## Spruchgut
Das Spruchgut umfasst Zitate aus den heiligen Schriften der fünf großen Weltreligionen (z. B. Bibel, Koran), Sentenzen aus der Philosophie,  Aussprüche von Kirchenvätern, Kirchenliederdichtern und Theologen, Poesie und Prosa aus der deutschen und internationalen Dichtung und Sprichwörter. Dazu gibt es unübersichtlich viele, verschieden zuverlässige Sammlungen, Konkordanzen und Register.

## Spruchauswahl
Für die Spruchauswahl aus einer zuverlässigen Sammlung gilt: Die Textwiedergabe sollte korrekt sein, ebenfalls die Angabe des Autors und des Werkes. Ausschlaggebend für die Auswahl ist die Ausrichtung der Todesanzeige, ob der Akzent auf dem Sterben oder auf der Trauer liegt oder ob sie lediglich den Tod bekannt gibt.
Die Auswahl des Spruches erfolgt meist durch die Angehörigen, häufig beraten vom Bestatter, sofern die verstorbene Person nicht bereits zu Lebzeiten eine entsprechende Anweisung gegeben hat. Während in früherer Zeit häufig ein religiöser Inhalt prägend war, verschiebt sich der Charakter im 21. Jahrhundert zunehmend in Richtung frei ausgewählter Texte, die aus ganz unterschiedlichen Zusammenhängen stammen können (etwa Gedichte oder Liedtexte).

## Geschichte
Die Herkunft des Trauerspruches weist einerseits auf die Zitationsweise des Bildungsbürgertums des 19. Jahrhunderts hin, in dem die „Geflügelten Worte […] allgültig geworden“ sind, andererseits auf die Pflege mündlicher Sprichwörter und Sinnsprüche. Der Ursprung liegt in dem Vorbildcharakter biblischer Spruchgebungen bei der feierlichen Taufe, Kommunion, Konfirmation, Trauung und Bestattung der Kirchen.
Für das Aufkommen der Sprüche auf den Todesanzeigen mag der Übergang der Todesanzeige von dem „Fließtext der Journale“ zu den „geschäftsähnlichen Kastenanzeigen“ der Zeitungen verantwortlich gewesen sein. Anfangs sind diese Todesanzeigen Standesanzeigen gewesen, die mit Sinnsprüchen und Symbolen dekoriert wurden. Noch heute unterscheidet sich die Spruchauswahl auf den Todesanzeigen hochgestellter Persönlichkeiten in den großen überregionalen Tageszeitungen von den Todesanzeigen in kleinstädtischen und ländlichen Regionen.